# Miguel Campanería
Miguel Campanería es un bailarín, coreógrafo y maestro cubano.  
Comenzó su entrenamiento en la Academia Nacional de ballet en La Habana bajo la dirección de Alicia Alonso y Azari Plisetski.  Se unió al Ballet Nacional de Cuba donde fue nombrado solista.  Luego, ganó la medalla de bronce en la competencia internacional de ballet en Varna, Bulgaria.  
Ha bailado con el American Ballet Theatre, el Ballet de Pennsylvania, Les Grands Ballets Canadiens, y fue bailarín principal del Pittsburg Ballet Theatre y Ballets de San Juan.  En la década de los noventa fue maestro y ensayador de Ballet Concierto de Puerto Rico.  En el año 2005 fue nombrado director artístico del Balle Teatro Nacional de Puerto Rico.
- Datos: Q6844480